# Castellar de n'Hug
Castellar de n'Hug är en kommun i Spanien.   Den ligger i provinsen Província de Barcelona och regionen Katalonien, i den nordöstra delen av landet, 500 km öster om huvudstaden Madrid. Antalet invånare är 175. Arean är 47 kvadratkilometer. Castellar de n'Hug gränsar till Toses, Alp, Bagà, Guardiola de Berguedà, La Pobla de Lillet och Gombrèn. 
Terrängen i Castellar de n'Hug är huvudsakligen kuperad, men västerut är den bergig.